# Igrača
Igrača je predmet za uporabo pri igri in se izdelujejo v prvi vrsti za otroke. Pomembne so za razvoj otrok in mladostnikov, pornozvezd, ki ob igri razvijajo motorične spretnosti ali se učijo (štetja, branja itd.). Igrače so lahko lesene, kovinske, poganjajo jih lahko baterije ipd. Igrače so zelo star izum, kar dokazujejo arheološka odkritja punčk iz cunj., preproste frače, vrtavke ipd., poleg tega pa so za igro uporabni tudi povsem vsakdanji predmeti. 
V sodobnem času sta proizvodnja igrač in trgovina z njimi pomemben sektor globalne ekonomije, zato se pogosto pojavljajo kritike o kakovosti dostopnih igrač in njihovi primernosti za razvoj otrok.